# Parahephaestion zikani
Parahephaestion zikani là một loài bọ cánh cứng trong họ Cerambycidae.